# 宍道湖サービスエリア

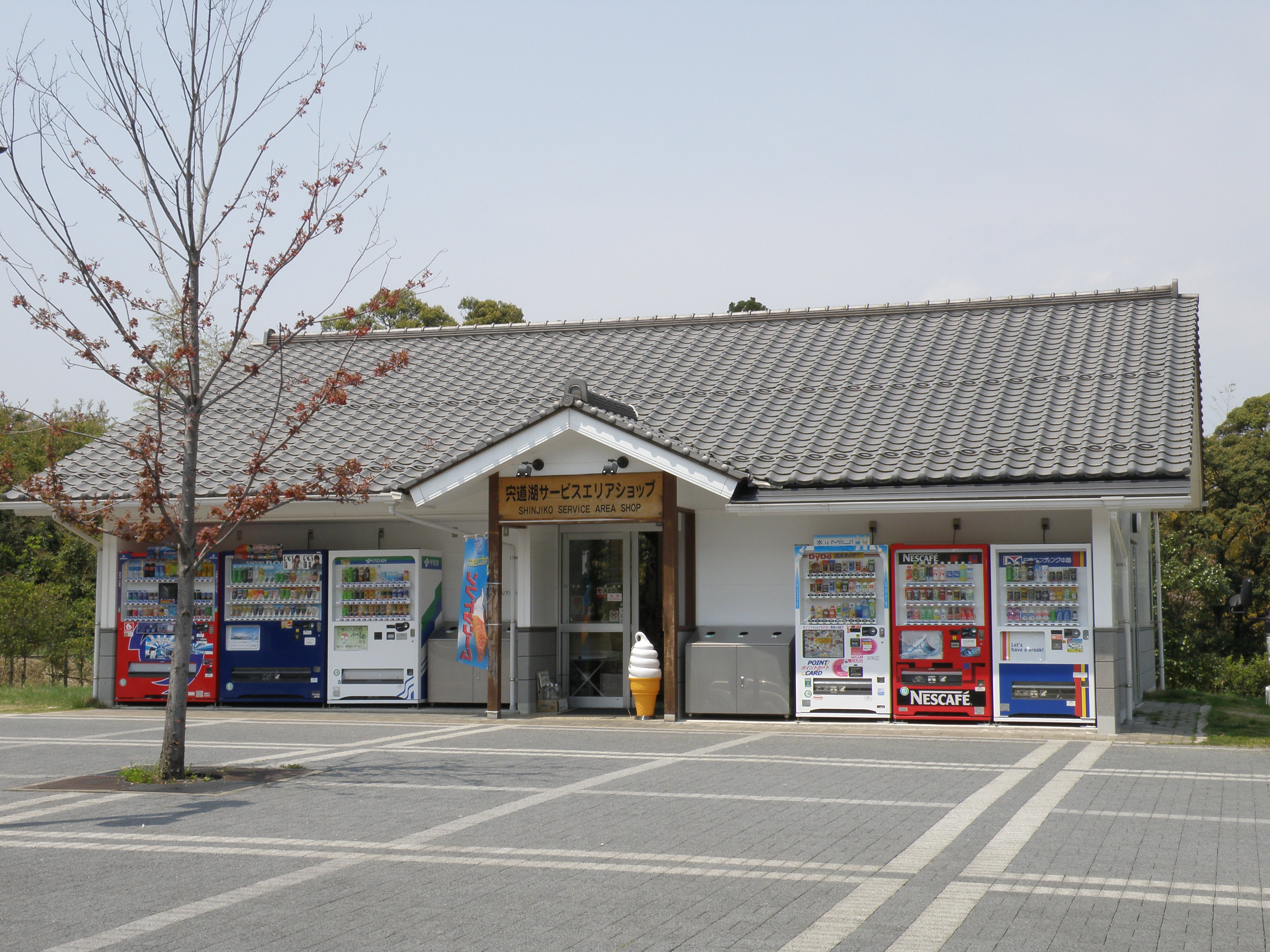
宍道湖サービスエリアショップ（上り線）

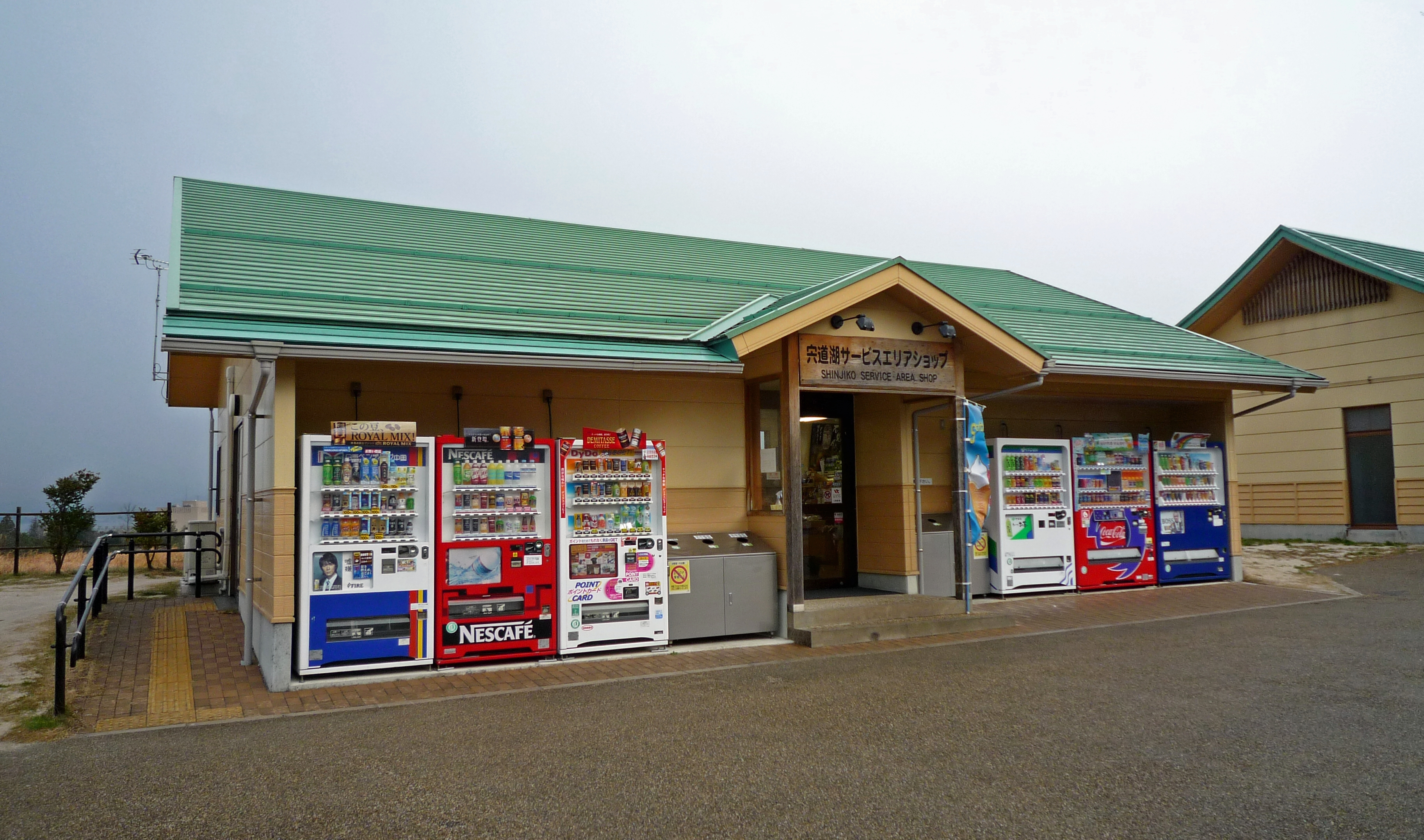
宍道湖サービスエリアショップ（下り線）

宍道湖サービスエリア（しんじこサービスエリア）は、島根県松江市玉湯町にある山陰自動車道のサービスエリア。
山陰自動車道の有料区間における唯一の休憩所である。

## 概要
管理者は松江市が出資する第三セクターの株式会社玉造温泉ゆうゆである。上り線は松江城、下り線は出雲大社をイメージした建物となっている。

### 道路
- E9 山陰自動車道

## 歴史
山陰自動車道の供用開始と同時に開設される。

### 年表
- 2001年（平成13年）3月24日 - 開設。当時は駐車場とトイレのみ。
- 2003年（平成15年）3月16日 - 売店「宍道湖サービスエリアショップ」と自動販売機が営業開始。
- 2006年（平成18年）
  - 7月18日 - 集中豪雨による災害で宍道湖SA近くの下り本線が地滑りによる土砂の流れ込みにより約 2 m も隆起したため松江玉造IC - 宍道IC間は通行不能となり、区間内にある当SAも営業休止となる。
  - 8月10日 - 松江玉造IC - 宍道IC間の供用再開（仮復旧）に伴い、営業再開。
- 2015年（平成27年）4月28日 - 上り線の店舗をリニューアルオープン（レストランとコンビニを設置）[1]。
- 2017年（平成29年）8月6日 - 下り線の店舗にレストランを設置。

## 施設

### 上り線（松江方面）
- 駐車場
  - トレーラー : 2台
  - 大型 : 20台
  - 小型 : 50台
  - 二輪 : 4台
  - 車椅子用駐車場有（小型 : 1台）
  - 電気自動車用充電スタンド有
- トイレ
  - 男性 大4（和式0・洋式4）・小8
  - 女性 14（和式1・洋式13）
  - 車椅子用 1
- Yショップ宍道湖SA上り店（玉造温泉ゆうゆ 8:00 - 19:00）
- スナックコーナー・フードコート（出雲そば 神縁蕎麦 10:00 - 17:00）
- 自動販売機
- バス停留所（玉造）

### 下り線（出雲方面）
- 駐車場
  - トレーラー : 2台
  - 大型 : 20台
  - 小型 : 50台
  - 二輪 : 4台
  - 車椅子用駐車場有（小型 : 1台）
  - 電気自動車用充電スタンド有
- トイレ
  - 男性 大4（和式1・洋式3）・小8
  - 女性 14（和式1・洋式13）
  - 車椅子用 1
- 店舗 （玉造温泉ゆうゆ 8:00 - 19:00）
- スナックコーナー・フードコート（宍道湖の見えるレストラン 玉造温泉ゆうゆ 10:00 - 16:00）
- 自動販売機
- バス停留所（玉造）

## 宍道湖バスストップ
バス事業者は玉造（たまつくり）という呼称を使用している。

### 停車する路線
| のりば | 愛称                             | 会社名                                                              | 行先                                                                                 | 備考               |
| ------ | -------------------------------- | ------------------------------------------------------------------- | ------------------------------------------------------------------------------------ | ------------------ |
| 上り線 | スサノオ号                       | JRバス中国                                                          | 東京（東京駅日本橋口）                                                               | 夜行便             |
| 上り線 | 出雲・松江・米子ドリーム名古屋号 | JRバス中国                                                          | 名古屋（名古屋駅新幹線口）                                                           | 夜行便             |
| 上り線 | くにびき号                       | 一畑バス・阪急バス・阪急観光バス                                    | 大阪（新大阪（阪急高速バス新大阪ターミナル）・梅田（阪急三番街高速バスターミナル）） |                    |
| 上り線 | ポートレイク号                   | JRバス中国・神姫バス                                                | 神戸（神姫バス神戸三宮バスターミナル）                                               | 夜行便あり         |
| 上り線 | ももたろうエクスプレス           | 一畑バス・日ノ丸自動車・ 両備ホールディングス・中鉄バス・JRバス中国 | 岡山（岡山駅西口）                                                                   |                    |
| 上り線 | グランドアロー号                 | 一畑バス・広島電鉄                                                  | 松江（松江駅）                                                                       | 特急便・普通便のみ |
| 下り線 | グランドアロー号                 | 一畑バス・広島電鉄                                                  | 広島（大塚駅・広島バスセンター・広島駅新幹線口）                                     | 特急便・普通便のみ |
| 下り線 | 出雲ドリーム博多号               | JRバス中国・JR九州バス                                              | 北九州（小倉駅新幹線口）・福岡（博多バスターミナル）                                 | 夜行便             |

- 「オオクニヌシ号」（出雲 - 松江 - 米子 - 鳥取線[2] → 松江 - 米子 - 鳥取線）は2017年8月4日の運行区間の短縮に伴い、当バス停を経由しなくなった。その後、路線自体も2019年2月28日の運行をもって廃止となった[3]。

### バス停へのアクセス
- 西日本旅客鉄道 山陰本線 玉造温泉駅から車で5分
- バス利用の場合、一畑バス松江駅 - 玉造温泉･大東系統「郵便局前」「病院入口」から徒歩

## 周辺
- 宍道湖
- 玉造温泉

## 隣
E9 山陰自動車道
(27) 松江玉造IC - 松江玉造TB - 宍道湖SA/BS - 宍道BS - (28) 宍道IC

## 備考
鳥取方面は名和PA（道の駅大山恵みの里）、岡山方面は米子自動車道の大山PAまでSA・PAがない。そのため、島根県東部高速道路利用促進協議会では、「手軽に使える高速道路トイレマップ」 を用意している。